# Systropus trigonalis
Systropus trigonalis är en tvåvingeart som beskrevs av Mario Bezzi 1924. Systropus trigonalis ingår i släktet Systropus och familjen svävflugor. Inga underarter finns listade i Catalogue of Life.